# 川崎金属工業
川崎金属工業株式会社（かわさききんぞくこうぎょう）は、かつて存在した川崎重工業グループの金属鋳造、機械加工品製造事業を行う会社。
川崎重工の汎用機事業（エンジン製造など）に対する部品、加工品納入が主な事業となっている。売上構成は鋳造品が53%、機械加工品が47%であった。

## 沿革
- 1939年（昭和14年）3月 - 株式会社四日市製作所を設立。
- 1943年（昭和18年）3月 - 株式会社川崎四日市製作所
- 1948年（昭和23年）12月 - 株式会社四日市製作所に改称
- 1968年（昭和43年）7月 - 川崎鋳造株式会社に改称
- 1971年（昭和46年）5月 - 川崎金属工業に改称。現商号に変更。

| スタブアイコン | サブスタブ | この項目は、まだ閲覧者の調べものの参照としては役立たない、企業に関連した書きかけの項目です。この項目を加筆・訂正などしてくださる協力者を求めています（PJ:経済）。 |